# Мухаммед Хусейн Хайкал
Мухаммед Хусейн Хайкал (араб. محمد حسنين هيكل; * 23 вересня 1923, Каїр, Єгипет — 17 лютого 2016) — був єгипетським журналістом. Тривалий час працював головним редактором найстарішої єгипетської газети «Аль-Ахрам».

## Біографія
Мухаммед народився в Каїрі, Єгипет в заможній купецькій родині. Батьки були торговцями пшениці в дельті Нілу. Старший син у родині, до складу якої входили ще три сестри, пройшов навчання для управління бізнесом. Однак він домагався високого рівня навчання в американському університеті в Каїрі. Під час Другої світової війни випускник Хайкал розпочав кар'єру з журналістики в Британській контрольованій та фінансованій єгипетській газеті, яку він редагував з 1943 року. До складу журналу входили англійські письменники Джордж Оруелл та Лоуренс Деррелл. Протягом своєї кар'єри він був літературознавцем військових режимів Анвара Садата та Хосні Мубарака.
Але таке ставлення було найдраматичнішим у воєнний час. Він висвітлював Першу арабо-ізраїльську війну щодо створення держави Ізраїль. Він також був присутній у Каїрі, коли полковник Насер в 1952 році здійснив військовий переворот, з яким він подружився. Хайкал часто подорожував пустелями між країнами Близького Сходу, охоче повідомляючи про конфлікти. У період з 1957 по 1974 рік він був автором добре розціненої п'ятничної колонки «Бі-Сараха», яка відверто говорила про політику Нассера вдома та за кордоном. Він став членом Партії арабського соціалістичного союзу, виконував обов'язки міністра закордонних справ при Насері.
Хайкал готував тексти для президента Єгипту Гамаль Абдель Нассер і представляв ідеологію пан-арабізму. З 1957 по 1974 роки він був головним редактором урядової газети «Аль-Ахрам», а також був членом центрального комітету Арабського Соціалістичного Союзу. З приходом Анвара ас-Садата на посаду президента Єгипту Хейкал прийшов у немилість.
Хайкал опублікував книги як з історії своєї країни, так і політичних питань. Він також з'явився на катарському телеканалі Аль-Джазіра в кількох програмах.
В інтерв'ю з Робертом Фіском у 2007 році він звинуватив президента Єгипту Хосні Мубарака в тому, що той не контактує з реальністю.

## Роботи
- Садат, кінець фараона: Політична біографія. Переклад — Уолле Бенгс. Екон Верлаг, Дюссельдорф, 1984. ISBN 3-430-14217-2 .
- Сфінкс і комісар: Радянський вплив в арабському світі. Переклад Ервін Данкер. — Уллштайн Верлаг, Франкфурт-на-Майні, 1980. ISBN 3-548-33016-9 .
- Дорога до Рамадану. — Фонтана / Коллінз, Лондон, 1975. ISBN 0-00-634179-9 .
- Каїрське досьє: З таємних паперів Гамаля Абделя Нассера. — Переклад: Сіґрід Леффлер . Молден, Відень, 1972. ISBN 3-217-00455-8 .

## Відзнаки

### Єгипетські національні відзнаки
- Великий Кордон  Орден Арабської Республіки Єгипет
- Великий Хрест Ордена За заслуги (Єгипет)

### Іноземні відзнаки
- 1-й клас Національного ордена за заслуги (Алжир)
- 1-й клас Орден За заслуги (Ліван)
- Орден Ойассама Алауіта (Марокко)
- Орден про громадянську заслугу Сирійської Арабської Республіки (Сирія)

## Вебпосилання
- Бібліографія. Мухаммед Хусейн Хайкал // Німецька національна бібліотека